# Tom Okker
Tom Okker (n. 22 de febrero de 1944) fue un destacado jugador neerlandés de tenis durante fines de los años 1960 y la década de 1970. Nacido en Ámsterdam, fue campeón neerlandés entre 1964 y 1968, año en que se convirtió en profesional.

## Carrera
En 1968 alcanzó los cuartos de final en Wimbledon, luego de derrotar a Roy Emerson en los octavos de final, y en el US Open logró lo que sería su mejor resultado en un Grand Slam al alcanzar la final, donde fue derrotado por el estadounidense Arthur Ashe en 5 cerrados sets (el primero terminó 14-12 en favor del estadounidense), quien se convertía en el primer afroamericano en ganar el título. Su riqueza técnica lo hacían un jugador exquisito, apodado por la prensa como “El neerlandés volador”. Su juego era predominantemente de saque y volea.
En 1969 logró su única semifinal del Roland Garros tras derrotar en 5 sets a John Newcombe en los cuartos de final. En semifinales perdió ante Rod Laver, quien se llevaría los 4 trofeos grandes de ese año. En Wimbledon volvió a alcanzar los cuartos de final. Su mejor actuación en el Abierto de Australia fue en 1971 cuando perdió en semifinales contra Ken Rosewall, quien se llevaría el título. Ese mismo año volvió a alcanzar semifinales en el US Open pero esta vez perdió ante el estadounidense Stan Smith. Su única aparición en semifinales de Wimbledon fue en 1978, donde tras victorias sobre Guillermo Vilas e Ilie Năstase, perdió ante el sueco Björn Borg. En todas las ocasiones que alcanzó semifinales de Grand Slam, perdió ante quien luego se consagraría campeón.
Fue uno de los jugadores más destacados a principios de los años 70. Estuvo entre los top 10 por 7 años conscutivos entre 1968 y 1974. A pesar de no lograr ningún título grande, tiene victorias sobre todos los grandes jugadores de la época. Consiguió un total de 22 títulos, incluidos los de Montecarlo, Roma y Hamburgo. En su única participación en una Copa Masters en 1973 alcanzó la final donde perdió ante el rumano Ilie Năstase. Aún mejor que su performance en singles, fue su labor en duplas, donde logró la increíble cantidad de 78 títulos (aunque la ATP cuenta solo 69 de ellos), que fue récord durante muchos años, hasta que fue superado por Todd Woodbridge (83) y alcanzado por John McEnroe (78) en 2002 y 2006 respectivamente. Dentro de su palmarés de dobles se encuentran un Roland Garros y un US Open. Su pareja más conocida fue el estadounidense Marty Riessen, con quien alcanzó 4 finales de Grand Slam, ganando una de ellas.
Representó a los Países Bajos en Copa Davis entre 1964 y 1981 en un total de 13 series. Entre 1969 y 1973 no participó por su condición de profesional.
En 1969 fue elegido como el deportista neerlandés del año. Es uno de solo 5 jugadores en la historia en superar los 100 títulos como profesional y uno de los primeros “millonarios” del tenis al totalizar US$1.257.200 en premios al finalizar su carrera.

## Torneos de Grand Slam

### Finalista Individuales (1)
| Año  | Torneo  | Oponente en la final | Resultado             |
| 1968 | US Open | Arthur Ashe          | 12-14 7-5 3-6 6-3 3-6 |

### Campeón Dobles (2)
| Año  | Torneo        | Pareja        | Oponentes en la final      | Resultado           |
| 1973 | Roland Garros | John Newcombe | Jimmy Connors Ilie Năstase | 6-1 3-6 6-3 5-7 6-4 |
| 1976 | US Open       | Marty Riessen | Paul Kronk Cliff Letcher   | 4-6 0-6             |

### Finalista Dobles (3)
| Año  | Torneo               | Pareja        | Oponentes en la final      | Resultado    |
| 1969 | Wimbledon            | Marty Riessen | John Newcombe Tony Roche   | 5-7 9-11 3-6 |
| 1971 | Abierto de Australia | Marty Riessen | John Newcombe Tony Roche   | 2-6 6-7      |
| 1975 | US Open              | Marty Riessen | Jimmy Connors Ilie Năstase | 4-6 6-7      |

## Títulos oficiales en la Era Abierta (91)

### Individuales (22)
| Grand Slam (0)         |
| Tennis Masters Cup (0) |
| ATP Tour (22)          |

| N.º | Fecha                    | Torneo                         | Superficie    | Oponente en la final | Resultado            |
| --- | ------------------------ | ------------------------------ | ------------- | -------------------- | -------------------- |
| 1.  | 6 de mayo de 1968        | Roma, Italia                   | Tierra Batida | Bob Hewitt           | 10-8 6-8 6-1 1-6 6-0 |
| 2.  | 1969                     | Montecarlo, Mónaco             | Tierra Batida | John Newcombe        |                      |
| 3.  | 1969                     | Hilversum, Países Bajos        |               |                      |                      |
| 4.  | 1969                     | París, Francia                 | Indoors       | Butch Buchholz       |                      |
| 5.  | 2 de agosto de 1970      | Hilversum, Países Bajos        | Dura          | Roger Taylor         | 4-6 6-0 6-1 6-3      |
| 6.  | 17 de agosto de 1970     | Hamburgo, Alemania             | Tierra Batida | Ilie Năstase         | 4-6 6-3 6-3 6-4      |
| 7.  | 24 de julio de 1971      | Louisville WCT, Estados Unidos | Tierra Batida | Cliff Drysdale       | 3-6 6-4 6-1          |
| 8.  | 1 de agosto de 1971      | Quebec WCT, Canadá             |               | Rod Laver            | 6-3 7-6 6-7 6-4      |
| 9.  | 16 de marzo de 1972      | Chicago WCT, Estados Unidos    | Moqueta       | Arthur Ashe          | 4-6 6-2 6-3          |
| 10. | 19 de marzo de 1973      | Washington WCT, Estados Unidos | Moqueta       | Arthur Ashe          | 6-3 6-7(4) 7-6(3)    |
| 11. | 23 de julio de 1973      | Hilversum, Países Bajos        | Tierra Batida | Andrés Gimeno        | 2-6 6-4 6-4 6-7 6-3  |
| 12. | 20 de agosto de 1973     | Montreal, Canadá               | Dura          | Manuel Orantes       | 6-3 6-2 6-1          |
| 13. | 16 de septiembre de 1973 | Seattle, Estados Unidos        |               | John Alexander       | 7-5 6-4              |
| 14. | 30 de septiembre de 1973 | Chicago-2, Estados Unidos      | Moqueta       | John Newcombe        | 3-6 7-6 6-3          |
| 15. | 21 de octubre de 1973    | Madrid, España                 | Tierra Batida | Jaime Fillol         | 4-6 6-3 6-3 7-5      |
| 16. | 17 de noviembre de 1973  | Londres, Reino Unido           | Moqueta       | Ilie Năstase         | 6-3 6-4              |
| 17. | 17 de febrero de 1974    | Toronto WCT, Canadá            | Moqueta       | Ilie Năstase         | 6-3 6-4              |
| 18. | 25 de marzo de 1974      | Rótterdam, Países Bajos        | Moqueta       | Tom Gorman           | 4-6 7-6(2) 6-1       |
| 19. | 16 de junio de 1975      | Nottingham, Reino Unido        | Césped        | Tony Roche           | 6-1 3-6 6-3          |
| 20. | 27 de octubre de 1975    | París, Francia                 | Dura          | Arthur Ashe          | 6-3 2-6 6-3 3-6 6-4  |
| 21. | 31 de enero de 1977      | Richmond WCT, Estados Unidos   | Moqueta       | Vitas Gerulaitis     | 3-6 6-3 6-4          |
| 22. | 8 de octubre de 1979     | Tel Aviv, Israel               | Dura          | Per Hjertquist       | 6-4 6-3              |

### Finalista en individuales (23)
- 1968: Gstaad (pierde ante Cliff Drysdale)
- 1968: US Open (pierde ante Arthur Ashe)
- 1969: Hamburgo (pierde ante Tony Roche)
- 1969: Gstaad (pierde ante Roy Emerson)
- 1970: Gstaad (pierde ante Tony Roche)
- 1971: Montecarlo (pierde ante Ilie Năstase)
- 1971: Gstaad (pierde ante John Newcombe)
- 1971: Montreal (pierde ante John Newcombe)
- 1971: Toronto (pierde ante John Newcombe)
- 1971: Vancouver (pierde ante Ken Rosewall)
- 1972: Boston (pierde ante Robert Lutz)
- 1972: Estocolmo (pierde ante Stan Smith)
- 1972: Rótterdam (pierde ante Arthur Ashe)
- 1973: Washington (pierde ante Arthur Ashe)
- 1973: Los Ángeles (pierde ante Jimmy Connors)
- 1973: Boston Masters (pierde ante Ilie Năstase)
- 1974: Washington-1 (pierde ante Ilie Năstase)
- 1974: Boston (pierde ante Björn Borg)
- 1974: Estocolmo (pierde ante Arthur Ashe)
- 1975: Rótterdam (pierde ante Arthur Ashe)
- 1975: Johannesburgo-1 (pierde ante Buster Mottram)
- 1975: Estocolmo (pierde ante Arthur Ashe)
- 1978: Hilversum (pierde ante Balazs Taroczy)